# Blang Paoh Satu
Blang Paoh Satu is een bestuurslaag in het regentschap Aceh Timur van de provincie Atjeh, Indonesië. Blang Paoh Satu telt 1226 inwoners (volkstelling 2010).